# Burg Lichtenstein (Unterfranken)
Die Burg Lichtenstein ist eine hoch- bis nachmittelalterliche Höhenburg auf 430 m ü. NN. Sie befindet sich in dem gleichnamigen Dorf Lichtenstein, einem Ortsteil von Pfarrweisach, etwa sechs Kilometer nördlich von Ebern im unterfränkischen Landkreis Haßberge in Bayern.
Von den ehemals vier Teilburgen der großen Ganerbenburg wird heute noch ein Ansitz (Südburg) bewohnt. Die Nordburg ist nur als Ruine erhalten. An Stelle des verschwunden dritten Ansitzes wurde in der Barockzeit die evangelische Kirche „Zum Ewigen Licht“ errichtet. Im Südwestteil der Gesamtanlage liegen die Ruinen eines vierten Ganerbensitzes.

## Geografische Lage
Die Burg steht am Rande des gleichnamigen Dorfes auf einem langgestreckten Höhenzug der Haßberge etwa 100 Meter über dem Tal der Weisach und dem ehemals leicht befestigten zugehörigen Turmhof Dürrnhof.

## Geschichte

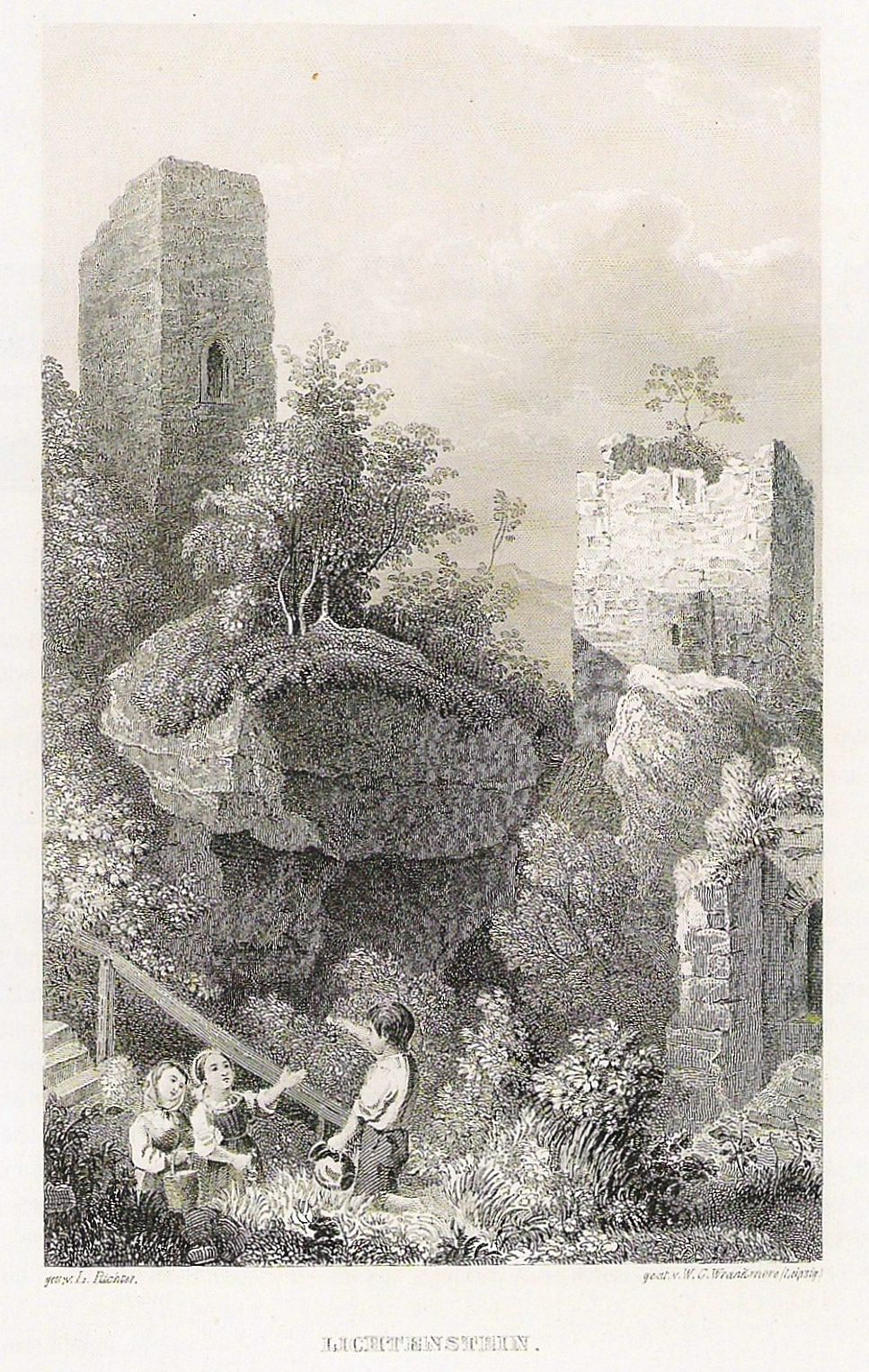
Die Nordburg um 1840. Stahlstich von W.C. Wrankmore nach einer Zeichnung Ludwig Richters

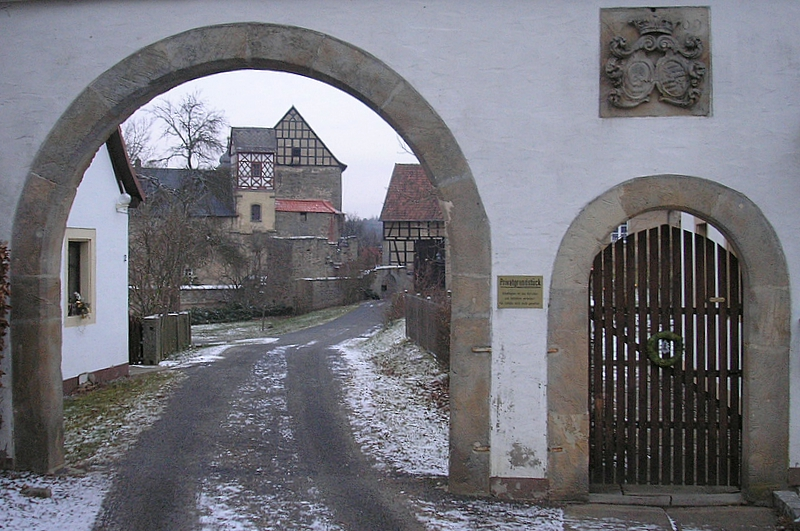
Die noch bewohnte Südburg durch das Tor der Vorburg

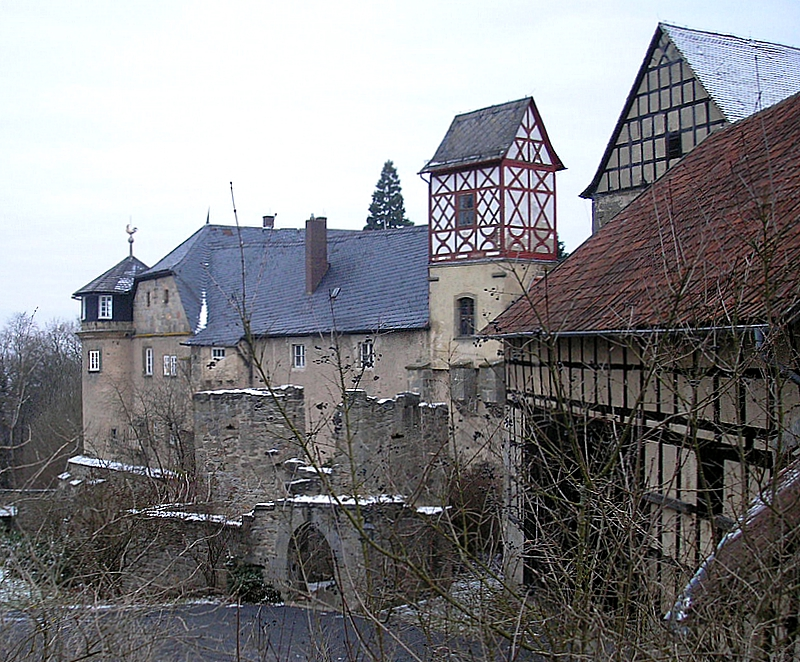
Die spätmittelalterliche Toranlage der Südburg von der Terrasse des Burggasthofes

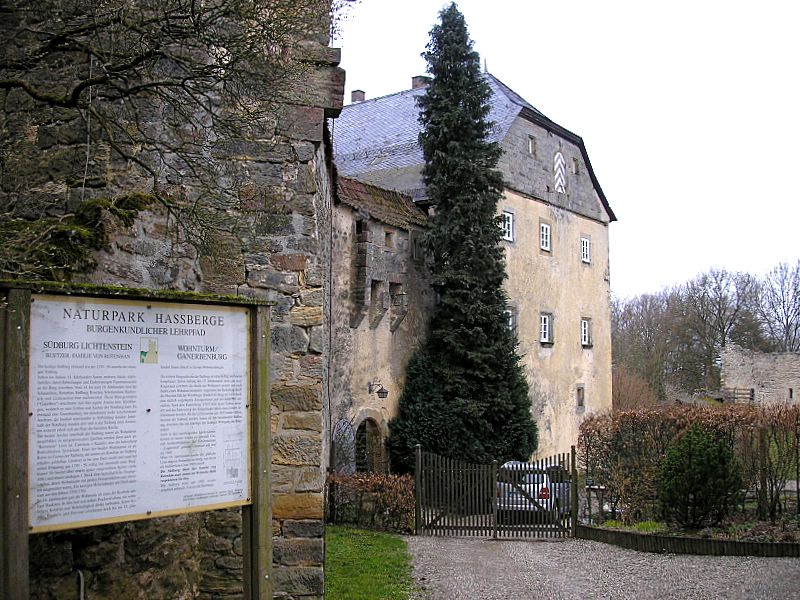
Die Nordfront der Südburg

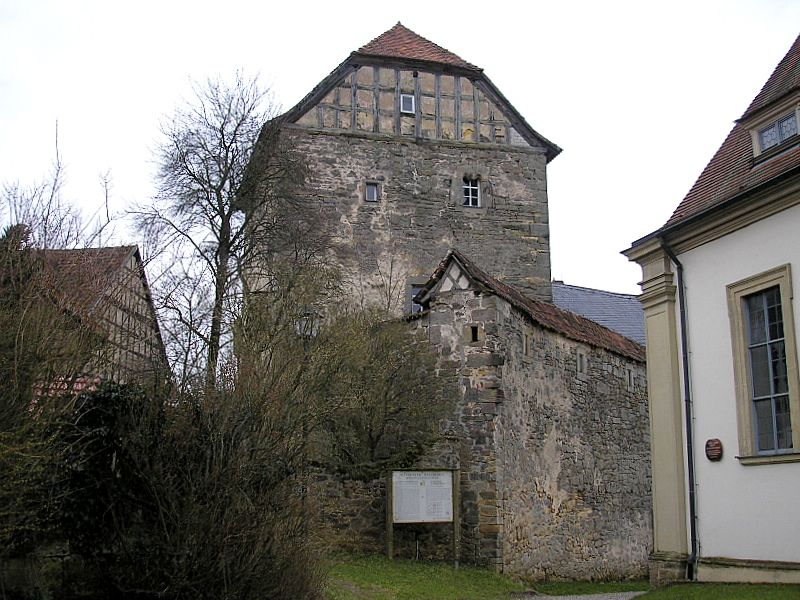
Der gotische Wohnturm der Südburg, rechts die evangelische Kirche

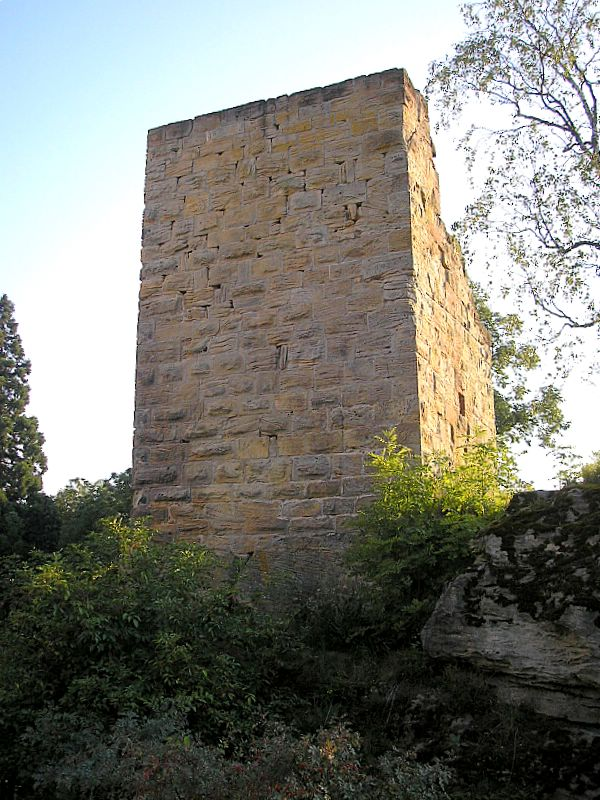
Nordburg: Der hochmittelalterliche Bergfried

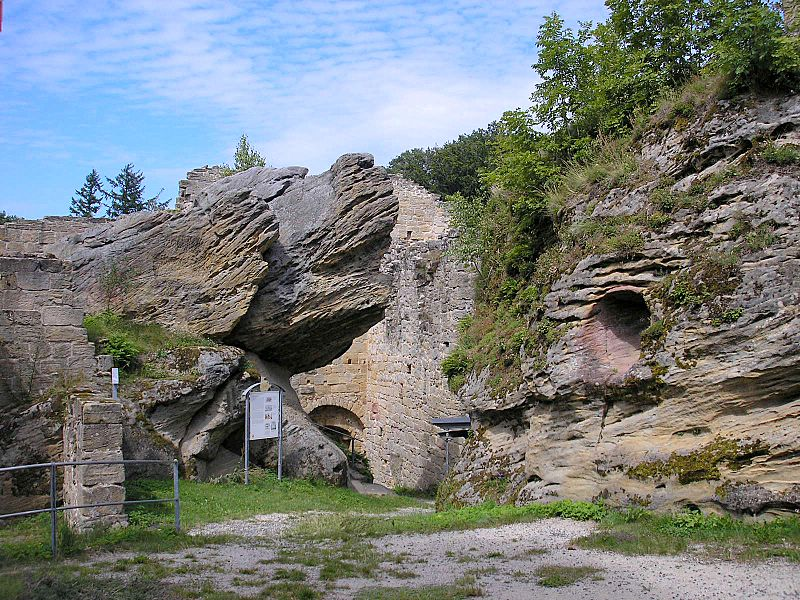
Der Burghof

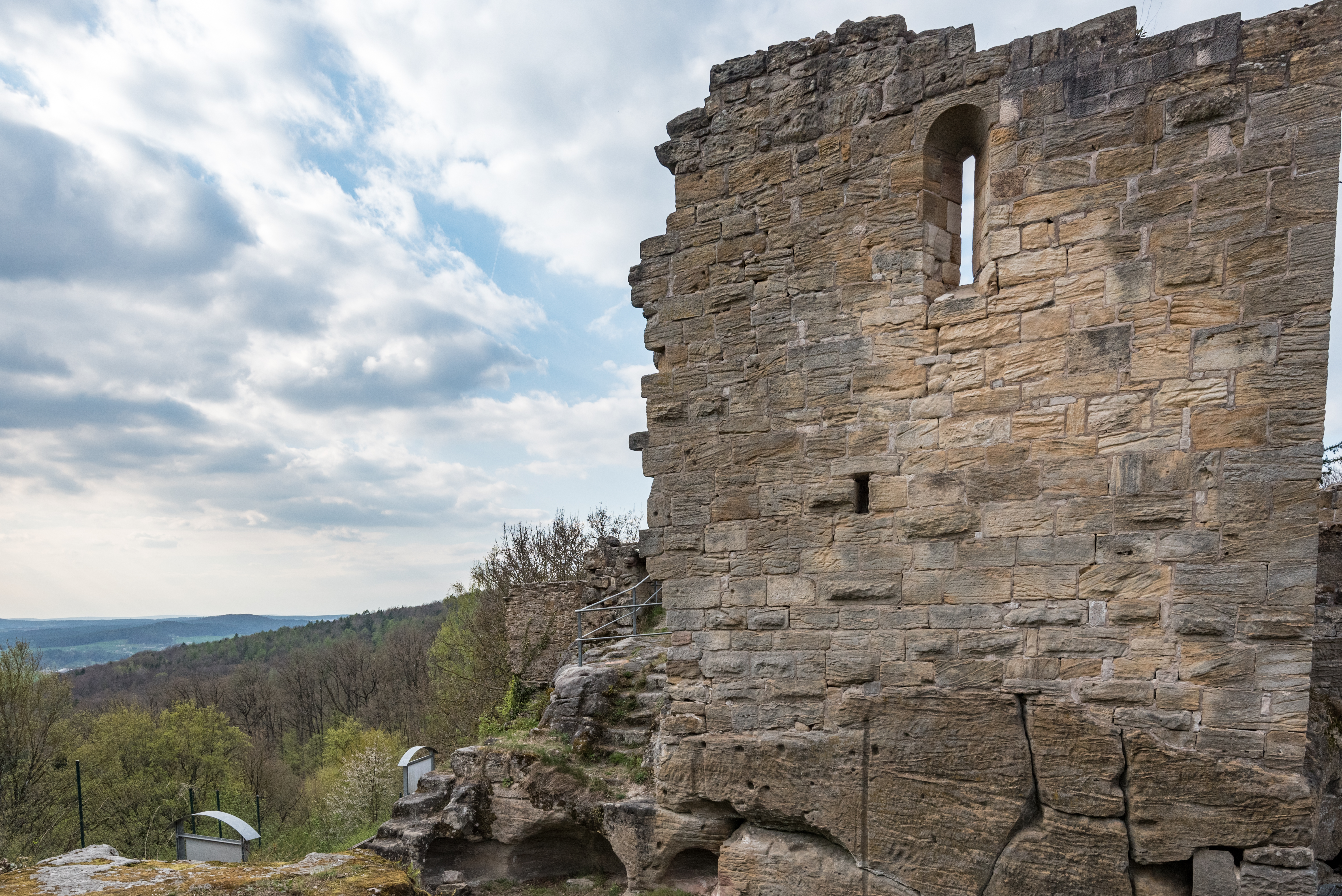
Die Ruine der Burgkapelle

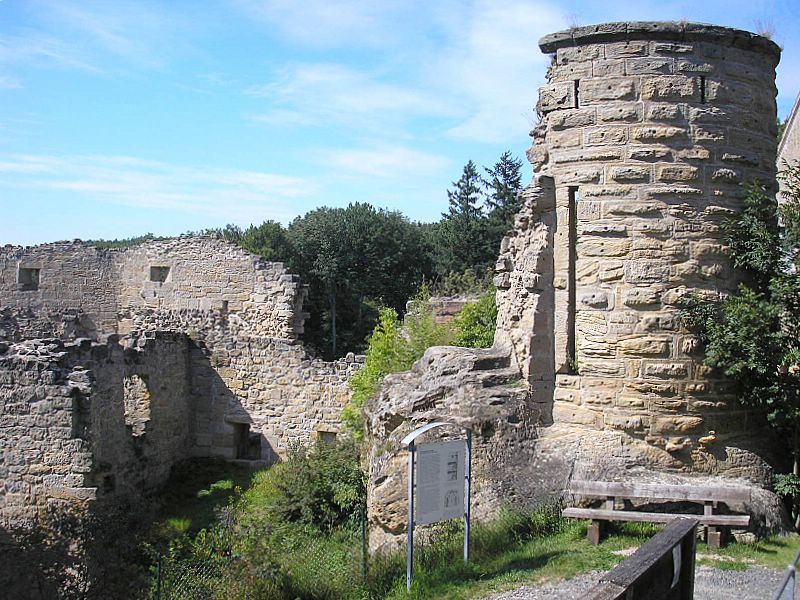
Der Ostteil der Nordburg mit dem Hakenbüchsenturm

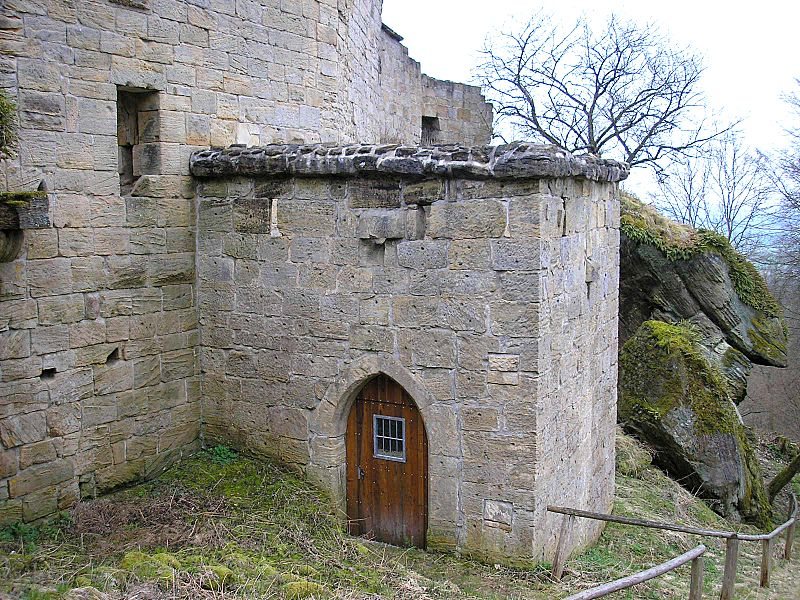
Das Nordtor, im Hintergrund der „Tränenfelsen“

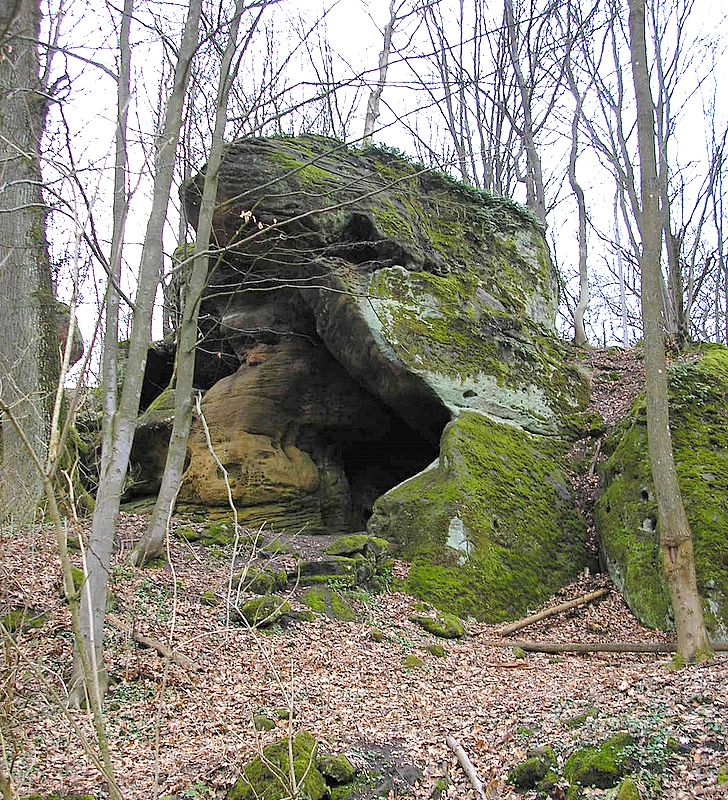
Sandsteinblock im Felslabyrinth unter der Burg

Etwa 500 Meter von der heutigen Burg entfernt liegt im Wald ein eindrucksvoller Felsburgstall, der Teufelsstein. Möglicherweise ist hier der Stammsitz der Herren vom Stein zu lokalisieren. Dieses würzburgische Dienstmannengeschlecht war wohl ursprünglich edelfreier Herkunft und scheint sich um 1200 in zwei Linien aufgespalten zu haben, die Stein von Lichtenstein und die Stein von Altenstein (auf Burg Altenstein). Der „Teufelsstein“ kann auch der Sitz eines der Untervasallen der von Stein gewesen sein, die Burgstelle wurde jedenfalls bereits im Hochmittelalter verlassen.
Im Jahr 1232 wurde die Burg Lichtenstein zusammen mit der zweieinhalb Kilometer nördlich gelegenen Nachbarburg Altenstein erstmals urkundlich erwähnt. Obwohl die Nebenlinien der Lichtensteiner meist als Gefolgsleute und Amtmänner des Hochstiftes Würzburg erscheinen, musste sich Tayno von Lichtenstein 1257 mitsamt der Stammburg dem konkurrierenden Hochstift Bamberg unterwerfen. Bischof Adalbert zahlte dafür 100 Pfund Heller an den Burgherren und versprach ihm weitere 100 Pfund, wenn er ihm die Burg offenhalten würde. Das Bistum benötigte die Veste als Stützpunkt in der Auseinandersetzung um das Erbe Ottos von Andechs-Meranien und in einem schwelenden Konflikt mit Friedrich von Nürnberg und den Herren von Truhendingen. Zudem sollte Tayno seinen erbberechtigten Sohn mit der Tochter eines Dienstmannengeschlechtes des Stifts verheiraten. Die Nachkommen des Paares wurden so zwangsläufig zu Bamberger Dienstleuten. Das Hochstift Würzburg konnte die Burg jedoch rasch wieder zurückgewinnen.
Im 14. Jahrhundert konnten die Lichtensteiner ihren Besitz durch einige Lehen des Bistums Würzburg erweitern. In den folgenden Jahrhunderten entwickelte sich der Lichtenstein zu einer typischen Ganerbenburg, das heißt verschiedene Familienzweige und auch andere Familien besaßen Anteile und Wohnstätten auf der großen Burg. Diese Entwicklung resultierte offenbar nicht nur aus Erbteilungen und Finanznöten der Herren von Stein zum Lichtenstein. Das Würzburger Hochstift wollte einen erneuten Besitzübergang der Burg an Bamberg verhindern, indem es zielgerichtet Mitglieder seiner Stiftsritterschaft mit Anteilen an der Herrschaft belehnte.
Der Bamberger Einfluss in diesem Gebiet wurde vom Bistum Würzburg oft auch mit Gewalt unterdrückt. So belagerte Bischof Wolfram Wolfskeel von Grumbach 1323 die etwa sechs Kilometer südlich am Hang des gleichen Höhenzuges gelegene bambergische Felsenburg Rotenhan unter dem Vorwand der Felonie und Falschmünzerei. Nach der Eroberung der Burg mussten sich die Herren von Rotenhan dem Hochstift Würzburg unterwerfen.
Auch die edelfreien Herren der nördlichen Nachbarburg Altenstein mussten bereits im 13. Jahrhundert ihre Unabhängigkeit aufgeben. Der in der Burgsage überlieferte gewaltsame Übergang an das Hochstift lässt sich hier allerdings in den Schriftquellen nicht nachweisen.
Die Befestigungen wurden – ebenso wie die der anderen würzburgischen und bambergischen Burgen der Hassberge – in der Hussitenzeit (um 1420/30) ausgebaut und für den Einsatz von Feuerwaffen eingerichtet. Aus dieser Zeit stammt etwa der von der älteren Forschung ins Hochmittelalter datierte Hakenbüchsenturm der Nordburg. Im Bauernkrieg 1525 wurde der nördliche Burgteil schwer beschädigt und verkam in der Folge zur Ruine. Die Südburg blieb weitgehend intakt und wurde in der Renaissance zum heutigen Umfang erweitert. Im 16. Jahrhundert gelang es der Familie von Lichtenstein, die gesamte Burganlage in ihre Hand zu bekommen. 1699 erlosch mit Wilhelm Ulrich von Lichtenstein die Hauptlinie der Familie auf der Stammburg.
1845 starb der letzte Spross einer Nebenlinie dieses alten Geschlechtes, die Burg gelangte schließlich über die Grafen von Rottenhan an deren freiherrliche Linie; die Freiherren von Rotenhan besitzen und bewohnen bis heute die erhaltene Südburg, die Ruine der Nordburg überließ man der Obhut des Landkreises Haßberge.

## Beschreibung
Die Burganlage präsentiert sich heute als Doppelburg, die gut erhaltene Südburg wird noch bewohnt, die Ruine der Nordburg kann besichtigt werden. An Stelle des ehemals vorhandenen dritten Ganerbensitzes erhebt sich seit der Barockzeit die Dorfkirche, ein vierter Ansitz liegt am Südwesteck der Ringmauer (Umfassungsmauern teilweise erhalten).
Die Südburg ist seit einem Besitzwechsel nur noch von außen zu besichtigen. Von der Kirche aus kann man den großen Wohnturm mit der vorgelagerten Ringmauer sehen, der interessante Torbau auf der Ostseite ist nur von der Vorburg aus einsehbar. Der Innenhof mit seinem interessanten originalen Wehrgang ist nur im Rahmen einer Gruppenführung öffentlich zugänglich. Der Wehrgang soll dem bekannten Burgenforscher Bodo Ebhardt als Vorbild für die Restaurierung der Hohkönigsburg im Elsass gedient haben.
Die ruinöse Nordburg ist an den Wochenenden oder nach Voranmeldung geöffnet. Hier sind vor allem der, auf einem Felsklotz erbaute, romanische Bergfried und der hussitenzeitliche, fälschlich „Pfeilschartenturm“ genannte Buckelquaderturm als frühes Beispiel einer Artilleriebefestigung (Hakenbüchsen) von Interesse.
Die früher frei zugängliche Nordburg wurde vor allem wegen des regen Esoteriktourismus eingezäunt, der bereits beträchtlichen Schaden an der Bausubstanz angerichtet hatte. Der Lichtenstein gilt – ebenso wie einige andere Burgruinen und Felsformationen in den Haßbergen – in diesen Kreisen als prähistorischer Weltkulturplatz, vergleichbar etwa den Externsteinen oder Stonehenge. Für eine vormittelalterliche Verwendung der Anlagen als Kult- oder Opferplätze konnten jedoch bislang keinerlei wissenschaftliche Beweise erbracht werden. Interessanterweise ist die einzige Anlage, bei der eine solche (regionale) kultische Funktion wahrscheinlich ist, der von der Esoterik am wenigsten beachtete Veitenstein.
Die Nordburg wurde in den letzten Jahren durch das Büro für Burgenforschung des Mittelalterarchäologen Joachim Zeune erforscht und behutsam saniert. Der Rundweg durch die Ruine ist mit mehreren informativen Schautafeln ausgestattet, die zahlreiche Informationen und Erläuterungen zu Baugeschichte und -details enthalten.
Die Burgruine ist – ebenso wie die Südburg und der Burgstall – eine Station des Burgenkundlichen Lehrpfades des Landkreises Haßberge.
Unterhalb der Burg liegt ein interessantes Felsenlabyrinth mit einigen Höhlen und Grotten. Das Areal wurde bereits im 19. Jahrhundert zum romantischen Landschaftspark umgestaltet.

## Die Ruine der Nordburg
Die Nordburg ist der älteste Teil der Gesamtanlage. Sie entstand ab 1200 auf einer bisher unbesiedelten Felsformation über dem Tal.

### Erste Bauphase (bis zirka 1230)
Die drei Burgfelsen wurden durch einen bis zu fünf Meter tiefen Halsgraben vom Hinterland abgeschnitten. Teilweise musste dieser Graben komplett aus dem Fels geschlagen werden. Das so entstandene, ungefähr 45 × 35 Meter umfassende Areal sicherte man durch eine hohe Ringmauer aus dem anstehenden Rhätsandsteinmaterial. Die Angriffsseite sicherte ein schlanker Bergfried auf dem Südfelsen. Auffallend ist das sehr sorgfältig ausgeführte Mauerwerk aus regelmäßigen Buckel- und Glattquadern ohne Zangenlöcher. Die Kantenlängen des quadratischen Bauwerkes betragen nur etwa 5,20 m. Der Turm ist also einer der kleinsten deutschen Bergfriede. Ursprünglich war er wesentlich höher. Um 1960 wurde die Ostwand aus Sicherheitsgründen um sieben Steinlagen reduziert. Der obligatorische Hocheingang scheint auf der Nordseite gelegen zu haben. Bei einer Mauerstärke von etwa 1,7 Metern verblieb im Inneren nur ein enger, schachtartiger Raum von ungefähr drei m2 Grundfläche.
Der Palas wurde über dem Nordwesteck angelegt. Im Südteil des Gebäudes war die Burgkapelle untergebracht, die so das Haupttor symbolisch schützen konnte. Der romanische Apsiserker der Kapelle ist erst um 1900 abgegangen.
Der ursprüngliche Zugang zur Hauptburg erfolgte von Süden, hier war ursprünglich eine Vorburg vorgelagert. Der enge, abgewinkelte Torgang war nur von kleinen Handkarren befahrbar. Im Osten lag ein Steinhaus, vielleicht eine Kemenate. Der winzige Burghof war nur grob gepflastert (Sandstein, Sand, Lehm) und durch Rampen zugänglich.

### Zweite Bauphase (ab zirka 1345)
Ab etwa 1345 wurde der Lichtenstein zur großen Ganerbenburg umgebaut. An Stelle der Vorburg entstand die Südburg mit drei Kemenaten. Schwieriger war die Umgestaltung der alten Nordburg. Der Palas wurde durch kurze Schenkelmauern von der übrigen Burg abgetrennt und erhielt eine eigene Zisternenanlage. Ein weiterer Ganerbensitz lag im Osten, der dritte im Südwesteck. Eine sechsteilige Kleinfenstergruppe in der Mauer deutet hier auf eine hölzerne Wohnstube im Obergeschoss hin.
Zur zentralen Wasserversorgung legte man einen neuen Brunnen an. Der Brunnenschacht unter der ehemaligen Kapelle ist etwa 23 m tief und lieferte noch bis 1962 das Wasser für sieben Anwesen um die Burg.

### Dritte Bauphase (1417–1436)
Wohl aus Bequemlichkeitsgründen wurde 1417 ein neues Haupttor im Süden angelegt. Hierzu musste die Kemenate mit der Blockstube etwas verkürzt werden. Die Kleinfenster der Stube wurden vermauert, die Mauerrückwand verstärkt. Das neue Tor schützte ein niedriger Vorbau, der Halsgraben wurde jedoch um die Hälfte aufgeschüttet.
Auch die Nordseite erhielt ein eigenes Tor. Vorher war man gezwungen, die einsturzgefährdete Wand auf der Außenseite anzuschütten, so dass sie seitdem zu einem Drittel im Boden steckt.
Auch am Nordwesteck hatte man wegen der rutschenden Felsformationen mit statischen Problemen zu kämpfen. Der Palas war bereits teilweise eingestürzt. Die Erneuerung belief sich auf 600 Gulden. Man musste hierzu den Felsstock teilweise abtragen und terrassieren.
Die Einfälle der Hussiten veranlassten die Hochstifte Bamberg und Würzburg um 1430, die Wehranlagen ihrer Burgen und Stadtbefestigungen in den Haßbergen zu verstärken. Apel von Lichtenstein ließ deshalb am gefährdeten Südosteck der Burg einen modernen Hakenbüchsenturm aufführen. Der dreigeschossige Schalenturm wirkt durch seine Buckelquader sehr repräsentativ. Die ältere Forschung datierte ihn deshalb ins Hochmittelalter. Die drei Meter hohen Schlitzscharten wurden als Bogenscharten interpretiert. Die Aussparungen der Prellhölzer in den Schartenlaibungen verweisen jedoch eindeutig auf die Funktion als leichter Artillerieturm. Hölzerne Zwischendecken ermöglichten es zwei Schützen, gleichzeitig aus einer Scharte zu schießen. Der gegen die Hussiten, aber sicher auch gegen das Nachbarhochstift Bamberg gerichtete Schalenturm ist als frühes Beispiel einer Artilleriebefestigung von besonderem Interesse für die Burgenforschung. Die Baumeister verwerteten hier modernste, von den Hussiten in Böhmen entwickelte Innovationen des Befestigungswesens.

### Vierte Bauphase (16. Jahrhundert)
Während der Bauernkriege und im 2. Markgrafenkrieg kam es zu größeren Beschädigungen. Die Familie von Lichtenstein gab die stärker betroffene Nordburg teilweise auf und baute dafür die Südburg aus. Dennoch entstanden noch ein Wehrgang auf der Nordwand und ein Zwinger. Auch der Gewölbebau im Nordwesten datiert in diese Zeit. Auffällig ist die schlechte Ausführung des Mauerwerkes dieser Bauteile.
1691 kam die Gesamtanlage an die Linie der Lichtenstein zu Lahm. Nach 1710 entstand die evangelische Kirche zwischen den Burghälften.

### Fünfte Bauphase (18. und 19. Jahrhundert)
Während des 18. und 19. Jahrhunderts brach man zahlreiche Burgteile ab. Anderes fiel den Felsrutschen zum Opfer. Die wildromantische Kulisse der Ruine zog im 19. Jahrhundert zahlreiche Künstler an. Zeichnungen und Gemälde entstanden und wurden teilweise in Stahl gestochen. Unterhalb der Burg wurde das romantische Felslabyrinth angelegt. Auch das Burginnere veränderte man im romantischen Sinne. Ein grotesker Maskaron aus dieser Zeit wird heute von zahlreichen Esoterikern als prähistorischer „Wächterkopf“ verehrt. Die Darstellung ist jedoch aus einer Fundamentbank herausgearbeitet, kann also erst nach dem Einsturz der darauf sitzenden Mauer entstanden sein. Auch die berühmte „Christenmarter“ ist nichts anderes als ein typischer fränkischer Lagerkeller, dessen gut erhaltene Hiebspuren auf seinen Ausbau im 19. Jahrhundert hinweisen.

### Die Nordburg im 20. Jahrhundert
Im Jahr 1920 bedingten statische Schäden die Neuaufmauerung der Westwand des Bergfrieds. Die ersetzen Mauerpartien sind deutlich vom Originalbestand unterscheidbar. Einige Risse mussten mit Eisenklammern gesichert werden.
Um 1960 trug man die obersten Steinlagen der Ostwand aus Sicherheitsgründen ab. Bis 1988 wurden einige Bauteile neu verfugt und teilweise fehlerhaft saniert (Südtorbau).
In den sechziger Jahren erregten die Felsburgen und bearbeiteten Sandsteinformationen der Haßberge die Aufmerksamkeit einiger esoterisch veranlagter Laienforscher. Man interpretierte diese Objekte zu vor- und frühgeschichtlichen Kult- und Heilplätzen von teilweise globaler Bedeutung um. Um 1980 setzte gar ein regelrechter Esoterik-Tourismus aus dem In- und Ausland ein. Einige – nachweislich erst nach dem Zweiten Weltkrieg eingeschlagene – Zeichen und „Runen“ sollen einen keltischen Kult und Heilplatz auf dem Lichtenstein belegen. Nach der Sanierung und intensiven burgenkundlichen Erforschung der Burgruine sind die esoterischen Aktivitäten zwar deutlich zurückgegangen, doch trifft man im Umfeld immer noch nahezu täglich auf einige „Gläubige“ und Hilfesuchende. 2005 ist nochmals eine entsprechende Publikation im Eigenverlag erschienen.
Die intensive „Nutzung“ durch diesen Personenkreis verursachte zahlreiche Schäden an der Bausubstanz. Auch die Flora und Fauna um die „Kultobjekte“ wurde stark beeinträchtigt. Der Landkreis begann deshalb ab 1994 mit der systematischen Erforschung, Sanierung und Erschließung der Nordburg. Die unter fachlicher Leitung des Mittelalterarchäologen Joachim Zeune durchgeführten Arbeiten erbrachten keine Nachweise einer vormittelalterlichen Besiedlung oder Nutzung des Burgplatzes. Die ältesten der zahlreichen Fundstücke datieren um 1200. Von besonderem Interesse ist ein „Turnierkrönlein“, dessen Nachbildung in einer Vitrine im Burghof ausgestellt ist. Offenbar wurden im Mittelalter vor der Burg Waffenübungen abgehalten.
Die Burgruine gilt in Fachkreisen heute als eine der am besten erforschten und didaktisch durch etwa 20 Informationstafeln erschlossenen mittelalterlichen Burganlagen Deutschlands. Die behutsame Sanierung wurde zum Vorbild zahlreicher ähnlicher Maßnahmen.

## Die Südburg
Die Südburg Lichtenstein ist die einzige noch bewohnte mittelalterliche Burganlage im Eberner Land. Am Rand der Haßberge bietet nur noch die Burg Brennhausen ein ähnlich gut erhaltenes Beispiel gotischer Profanarchitektur.
Kern der heutigen Anlage ist der mächtige Wohnturm, der wegen seiner Mauerstärke von ca. zwei Metern (Erdgeschoss) im Inventarband als „Bergfried“ bezeichnet wird. Die vier Geschosse werden durch ein späteres abgewalmtes Satteldach mit Fachwerkgiebeln abgeschlossen.
Das unregelmäßige Bruchsteinmauerwerk wird von mehreren Fensteröffnungen durchbrochen. Die Kanten werden durch große, regelmäßige Sandsteinquader akzentuiert. In der Westseite des dritten Obergeschosses sitzt ein gekuppeltes Fenster mit zwei schmalen Spitzbogen. Die wohl noch aus der Mitte des 14. Jahrhunderts stammende Fensteröffnung wurde später durch ein rechteckiges Gewände verkleinert.
Der ursprüngliche Eingang liegt im ersten Geschoss der Ostseite und wurde später durch Treppen vom Hof aus zugänglich gemacht. Im 16. Jahrhundert zog man im Erdgeschoss ein Tonnengewölbe ein. Die Obergeschosse werden durch Balkendecken auf Unterzügen mit Ständern getrennt.
An der Ostwand haben sich einige Aborterker erhalten. Der Wohnturm erhebt sich hier direkt über dem ehemaligen Graben, der heute allerdings weitgehend aufgeschüttet ist. Nach Osten und Westen schließt sich die Ringmauer an, deren weitgehend original erhaltener Wehrgang bereits das Interesse Bodo Ebhardts erregte.
Nach Südwesten schließen sich winkelförmig die Wohnbauten an. Der große Südwestbau mit seinem Rundturm entstand im 16. Jahrhundert. Der schmale östliche Verbindungsbau geht auf das 15. Jahrhundert zurück. Auch hier öffnet sich ein großer Aborterker auf vier Kragsteinen in den Graben, dem noch ein schmaler Zwinger vorgelegt ist. Der malerische Fachwerkaufsatz auf dem kleinen Osttürmchen wurde erst im 19. Jahrhundert aufgesetzt. Auch die Fachwerkfassaden zur Hofseite zeigen Formen aus dieser Zeit.
Von besonderem burgenkundlichen Interesse ist der ungewöhnliche, verwinkelte Torbau der Südseite. Der Ankommende musste vier Tore durchschreiten, um in die Burg zu gelangen. Die Anlage stammt aus dem 15. Jahrhundert und ist von der Vorburg aus einsehbar.
Die geräumige Vorburg selbst betritt man durch einen Torbau des frühen 18. Jahrhunderts. Über dem Rundbogenportal ist ein Wappenstein mit der Jahreszahl 1709 eingelassen.
Eine weitläufige Ringmauer verbindet die Südburg mit dem Inneren Tor der Ruine. Im Südwesteck liegen die Reste eines weiteren Ganerbensitzes. Diese Burgteile sind nur vom Rundweg durch das Felsenlabyrinth einsehbar.

## Burgsagen

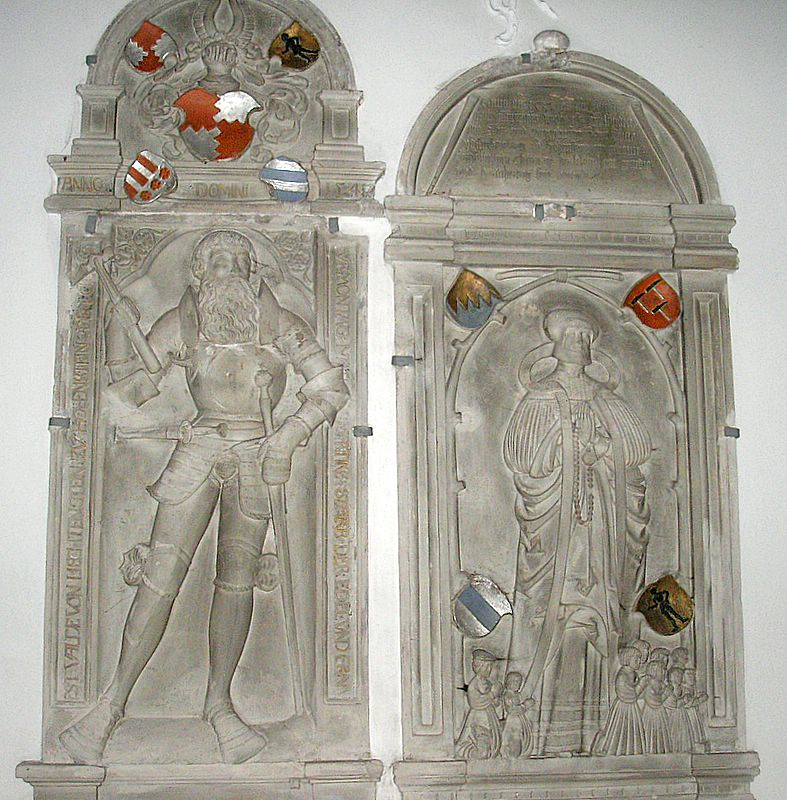
Die „lichten Steine“: Das Wappen der Familie von Lichtenstein auf dem Epitaph eines Herren von Lichtenstein zu Geyersberg (Pfarrkirche Seßlach)

### Wappensage
Im Hof der Nordburg ragen zwei große Sandsteinfelsen auf, die durch einen schmalen Spalt getrennt werden. Der Überlieferung nach sollen die Herren von Lichtenstein ihr Stammwappen nach dem Vorbild dieser Felsformation gestaltet haben. Auf rotem Grund zeigt dieses Wappen zwei Dreiecke (Steine) mit gezackten Kanten, die sich nicht berühren. Auch der Burgname sei von diesem Zwischenraum abgeleitet, durch den das Licht durch die Steine fällt.
Die Legende berichtet weiter, das Geschlecht der Burgherren wäre erst vom Aussterben bedroht, nachdem die Felsen sich berühren würden. Tatsächlich ist der Spalt bis in die Gegenwart vorhanden, die Familie von Lichtenstein aber bereits 1845 erloschen.

### Der Tränenfelsen
Auf dem „Tränenfelsen“ unter dem Nordtor soll nach der Reformation ein evangelisches Fräulein von Lichtenstein gesessen haben, das heiße Tränen um einen katholischen Jüngling weinte, den es wegen des Konfessionsunterschiedes nicht heiraten durfte. Der Geliebte wohnte nur wenige Kilometer entfernt auf der würzburgischen Amtsburg Rauheneck bei Vorbach. Nachdem das Paar endlich doch noch zueinander gefunden hatte, verstarb der Bräutigam kurz nach der Hochzeit. Der Felsen „weint“ bis heute um den Rauhenecker Junker. Auch an heißen Tagen tritt hier Schichtenwasser aus und tropft zu Boden.

### Das Schneidersloch
Im „Schneidersloch“ unter dem ehemaligen Palas der Nordburg hauste einst angeblich ein böser Schneider, der Reisende und Burgbewohner ausgeplündert und ermordet haben soll. Nach der Gefangennahme des Bösewichtes folterte man den Übeltäter mit glühenden Nadeln und Scheren zu Tode. Die kleine Höhle wurde allerdings erst im 19. Jahrhundert zum Lagerkeller erweitert. Bis zur Sanierung der Ruine war das „Schneidersloch“ eines der Hauptziele der esoterischen Aktivitäten um den Lichtenstein.
Diese Sagen sind bereits in Ludwig Bechsteins Sagenschatz des Frankenlandes (1842) und dem Deutschen Sagenbuch aus dem Jahr 1853 dokumentiert. Zusätzlich berichtet der Autor dort auch von der Geschichte der Herren von Lichtenstein, der „Christenmarter“ und der Dorfkirche.
Eine ausführliche Version der Sage vom „Schneidersloch“ findet sich im 1849 in Nürnberg erschienenen Werk „Das Schneidersloch…- Fünfzehn Sagen aus dem Bayernlande.“ von George Winter.

### Burganlage
- Die Kunstdenkmäler des Königreichs Bayern III, 15, Bezirksamt Ebern. München 1916, S. 128–146.
- Joachim Zeune: Burg Lichtenstein. Schnell & Steiner Kunstführer 2364, Regensburg 1998.
- Joachim Zeune: Burgen im Eberner Land. Ebern 2003 (Eberner Heimatblätter, 2 Hefte).

### Burgsagen
- Ludwig Bechstein: Der Sagenschatz des Frankenlandes. Würzburg 1842.
- Ludwig Bechstein: Deutsches Sagenbuch. Leipzig, 1853 (Digitalisat).
- George Winter: Das Schneidersloch, Das verlorene Kind, Die Gründung des Klosters zu Fürstenfeldbruck… - Fünfzehn Sagen aus dem Bayernlande. Nürnberg, 1849 (Digitalisat).